# پایان اونگلیون
پایان اونگلیون (به انگلیسی: The End of Evangelion) یک فیلم سینمایی انیمه علمی-تخیلی روان‌شناسی ژاپنی در سال ۱۹۹۷ به نویسندگی هیده‌آکی آنو و کارگردانی مشترک آنو و کازویا سوروماکی است که توسط گایناکس و پروداکشن آی. جی متحرک شده‌است. این فیلم به عنوان پایانی موازی برای مجموعه تلویزیونی نئون جنسیس اونگلیون است. فیلم از جایی شروع می‌شود که قسمت بیست و چهارم برنامه تلویزیونی به پایان رسید.
با وجود اینکه پایان اونگلیون در ابتدا نقدهای متفاوتی دریافت کرد، در سال ۲۰۱۰ مجدداً مورد ارزیابی قرار گرفت و جوایز متعددی از جمله جایزه بزرگ انیمیشن انیمج ۱۹۹۷ دریافت کرد و اکنون یکی از بزرگ‌ترین فیلم‌های انیمیشنی است که تا کنون ساخته شده‌است. نظرسنجی مجله تایم اوت در سال ۲۰۱۴، پایان اونگلیون را به عنوان یکی از ۱۰۰ فیلم برتر متحرک تمام دوران انتخاب کرد.
پایان مبهم مجموعه اصلی نئون جنسیس اونگلیون که در ۱۹۹۵ و ۱۹۹۶ پخش شد، برخی بینندگان و منتقدان را گیج و ناراضی کرد. دو قسمت پایانی یکی از بحث برانگیزترین بخش‌های این مجموعه بود و توسط بسیاری معیوب و ناقص توصیف شد.

## داستان
شینجی ایکاری نوجوان، خلبان واحد اونگلیون ۰۱ است، یکی از چندین مکا غول پیکر که برای مبارزه با موجودات ماوراء طبیعی خصمانه به نام فرشتگان طراحی شده‌است. شینجی که از مرگ کاوورو ناگیسا ناراحت است، در بیمارستانی که در حالت بیهوشی خوابیده، از خلبان همکار خود به نام آسوکا لانگلی سوریو دیدن می‌کند. او ناامیدانه سعی می‌کرد او را بیدار کند.
کمیته سایه ای به نام سیل (Seele) در می‌یابد که گاندو ایکاری قصد دارد از نِرو، سازمان شبه نظامی که واحدهای اونگلیون را سازماندهی می‌کند، برای برنامه‌های خود استفاده کند. سیل نیروهای استراتژیک دفاع شخصی ژاپن (JSSDF) را برای تصرف کنترل نرو اعزام می‌کند و اکثر کارکنان آنجا را می‌کشد. میساتو کاتسوراگی، فرمانده اصلی نرو، دستور می‌دهد آسوکا به کابین خلبان واحد ۰۲ اونگلیون نقل مکان کرده و در انتهای دریاچه قرار گیرد، سپس شینجی را از نیروهای JSSDF نجات می‌دهد. میساتو که مصمم است شینجی از نرو دفاع کند، او را به درهای ورودی واحد ۰۱ می‌آورد اما توسط سربازان مورد اصابت گلوله قرار می‌گیرد. قبل از مرگ، میساتو از شینجی درخواست می‌کند تا واحد ۰۱ را خلبان کند، او را ببوسد و قبل از مرگ مجبور به سوار شدن در آسانسور شود. شینجی واحد ۰۱ را که بی حرکت مانده را پیدا می‌کند.
گاندو متوجه می‌شود که شکست خواهد خرد در نتیجه ری آیانامی، یکی از خلبانان اونگلیون را بازیابی می‌کند. او قصد دارد از ری برای آغاز سومین انفجار استفاده کند که همه روی زمین کشته شوند و او به همسر فوت شده اش، یویی، بازگردد. ریتسوکو آکاگی، دانشمند نرو در تلاش برای متوقف کردن او، یک فرمان رایانه ای برای نابودی نرو ارسال می‌کند. جدای، هسته رایانه ای که از جنبه مادر ریتسوکو به عنوان یک زن الگو گرفته، فرمان او را نادیده می‌گیرد و گاندو به او شلیک می‌کند و او را می‌کشد.
در داخل واحد ۰۲، آسوکا بر آسیب روحی خود غلبه کرده و مجدداً واحد را فعال می‌کند. او نیروهای JSSDF را نابود می‌کند، اما سیل، ناوگان واحدهای جدید بدون خلبان اونگلیون را ارسال می‌کند، که واحد ۰۲، قبل از تمام شدن باتری اش آنها را شکست می‌دهد. با این حال، واحدهای ایوا مجدداً واحد ۰۲ را از بین می‌برند، و آسوکا را در این راه کشته می‌شود. واحد ۰۱ از مرکز خارج می‌شود و از مرکز نرو بالا می‌رود. از کابین خلبان، شینجی اونگلیون‌های جدید را می‌بیند که بقایای مثله شده واحد ۰۲ را حمل می‌کنند و با وحشت فریاد می‌زند.
گاندو تلاش می‌کند تا با ری، که روح لیلیث است، به همراه فرشته ای که در زیر ستاد نرو پنهان شده، ادغام شود تا انفجار سوم را آغاز کند.. پس از ادغام، آدم از طریق شکل جنینی خود با لیلیث ادغام می‌شود و تبدیل به خدا می‌گردد. با این حال، ری پیشنهاد گاندو را رد می‌کند و با لیلیث متحد می‌شود و بسیار بزرگ می‌شود. واحدهای جدید اونگلیون، واحد ۰۱ را به آسمان می‌کشند و او را به صلیب می‌کشند، که تبدیل به "درخت زندگی (کابالا)" می‌شود و به موجودی شبیه خدا تبدیل می‌شود و فاجعه ای به نام انفجار سوم را آغاز می‌کند.
کارکنان باقی مانده نرو توسط ری ملاقات می‌شوند و سپس در مایع نارنجی رنگ به نام LCL حال می‌شوند. گاندو یویی (همسرش) را می‌بیند و می‌گوید به خاطر این که او فقط برای فرزندش درد ایجاد می‌کرده، از شینجی دوری می‌کرد که سر او توسط واحد ۰۱ گاز گرفته می‌شود.. پس از چندین رویاپردازی، از جمله مشاجره با آسوکا که برای محبت او التماس می‌کرد، شینجی تصمیم می‌گیرد که او تنها است و بقیه باید بمیرند. در پاسخ، ری، به عنوان لیلیث، فرایند ابزار انسانی را آغاز می‌کند و بشریت را در دریایی از LCL حل می‌کند و روح بشریت را به یک واحد آگاه تبدیل می‌کند. یک ماه سیاه از زمین بیرون می‌آید. هنگامی که شینجی متوجه می‌شود که آرزوی او برای واحد کردن همه، به قیمت از دست دادن خودش و دوستانش تمام می‌شود، شینجی پشیمان می‌شود و تصدیق می‌کند که زندگی تجربه تجربه درد و شادی است.. واحد ۰۱، که ظاهراً خود به خود حرکت می‌کند، از درخت زندگی خارج می‌شود و از Lance of Longinus (یک نیزه سه سر بسیار قوی) استفاده می‌کند تا انفجار سوم را پایان دهد.. بدن لیلیت حل می‌شود، به سطح زمین برخورد می‌کند، و ماه سیاه منفجر می‌شود، و روح افراد بشر را از هم جدا می‌کند. یویی به شینجی می‌گوید هر کس بخواهد می‌تواند برگردد و آنها خداحافظی می‌کنند.
مدتی بعد، در خط ساحلی مملو از بقایای واحدهای جدید اونگلیون و بدن لیلیث، شینجی توسط دومین انسانی که برمی گردد، آسوکا مبهوت می‌شود.. شینجی شروع به خفه کردن آسوکا می‌کند، اما وقتی او صورتش را نوازش می‌کند، او می‌ایستد و اشک می‌ریزد.